# Tatjana Lupova
Tatjana Lupova (Riga, 24 oktober 1949) is een voormalig Sovjet basketbalspeelster.

## Carrière
Lupova speelde voor verschillende teams in Letland waaronder TTT Riga. Met TTT won ze vier Sovjet-kampioenschappen in 1970, 1971, 1972 en 1973. In 1969 werd ze Bekerwinnaar van de Sovjet-Unie. Ook won ze vijf Europese Cup-titels 1970, 1971, 1972, 1973 en 1974. Na TTT Riga speelde ze nog voor Universitātes Sports en Lokomotīve Riga.
Met de Letse SSR wint ze in 1967 de Spartakiade van de Volkeren van de USSR.

## Erelijst
- Landskampioen Sovjet-Unie: 4
  - Winnaar: 1970, 1971, 1972, 1973
  - Tweede: 1974
- EuroLeague Women: 5
  - Winnaar: 1970, 1971, 1972, 1973, 1974
- Spartakiad van de Volkeren van de USSR: 1
  - Winnaar: 1967